# محمد بن عبد الله القاسم
د. محمد بن عبد الله بن عبد العزيز القاسم رئيس هيئة الهلال الأحمر السعودي حتى 17 صفر 1442 هـ / 4 أكتوبر 2020، وعضو مجلس إدارة المجلس الصحي السعودي.

## التعليم
دكتوراه علوم الحاسب جامعة كيل، بريطانيا 1999م، وماجستير نظم المعلومات جامعة بيتسبرغ، الولايات المتحدة الامريكية 1994م، وبكالوريوس نظم المعلومات - كلية علوم الحاسب والمعلومات جامعة الملك سعود، المملكة العربية السعودية 1990م.

## الخبرات العملية
- رئيس هيئة الهلال الأحمر السعودي (منذ 12 شوال 1437 هـ حتى 17 صفر 1442 هـ).

منها الفترة من 12/10/1437هـإلى 29/1/1438هـ بالتكليف.
- مستشار الوزير، وزارة الصحة (1437هـ).
- أمين عام مجلس المنافسة ومستشار وزير التجارة والصناعة (1434-1437هـ).
- مستشار الرئيس التنفيذي، شركة الاتصالات السعودية (1433-1434هـ).
- مستشار الوزير، وزارة الاتصالات وتقنية المعلومات (1425-1433هـ).

وتولي العديد من المهام التنفيذية، ومنها:
- المشرف العام على أمانة الخطة الوطنية للاتصالات وتقنية المعلومات.
- مشرف على إدارة الموارد المعلوماتية المشتركة، برنامج التعاملات الإلكترونية الحكومية (يسر).
- مشرف على مشروع حصر الخدمات الحكومية، برنامج التعاملات الإلكترونية الحكومية (يسر).
- مشرف على جائزة التميز الرقمي، ورئيس اللجنة الإشرافية على الجائزة.
- مشرف على مشروع قوافل التدريب الإلكتروني.
- كلية الملك فهد الأمنية (1410-1425هـ) وتولي العديد من المهام، ومنها:
- رئيس قسم علوم الحاسب الآلي.
- رئيس المجلس العلمي لقسم علوم الحاسب الآلي.
- عضو هيئة تدريس (معيد، فأستاذ مساعد، فأستاذ مشارك).

الخبرات الأخرى (اللجان والاستشارات ونحوها):
- نائب رئيس مجلس إدارة، هيئة الهلال الأحمر السعودي (1438هـ وحتى الآن).
- عضو مجلس إدارة، المجلس الصحي السعودي (1438هـ وحتى الآن).
- رئيس اللجنة الوطنية الدائمة للقانون الدولي الإنساني (1438هـ وحتى الآن).
- عضو اللجنة التنفيذية للسلامة المرورية (1439هـ وحتى الآن).
- عضو مجلس إدارة، المركز السعودي لسلامة المرضى (1440هـ وحتى الآن).
- رئيس مجلس المديرين، شركة السحاب الوطنية (شركة حكومية) (2019م وحتى الآن).
- عضو مجلس الأمناء، مؤسسة تكافل الخيرية، وزارة التعليم (2019م وحتى الآن).
- عضو (وبعدها رئيس) اللجنة التنفيذية، مؤسسة تكافل الخيرية (2015م وحتى الآن).
- عضو مجلس إدارة، الهيئة الوطنية للتقويم والاعتماد الاكاديمي (1437هـ).
- عضو اللجنة التوجيهية لبرنامج التعاملات الإلكترونية الحكومية (يسر) (1427-1433هـ).
- عضو اللجنة الوطنية لمجتمع المعلومات (1427-1433هـ).
- عضو لجنة إدارة المخاطر، شركة السوق المالية السعودية (تداول) (شركة حكومية) (2016م).
- عضو مجلس إدارة، مركز دراسات الجرائم المعلوماتية، جامعة الإمام محمد بن سعود الإسلامية (2012-2016م).
- عضو مجلس إدارة، الصندوق الخيري الاجتماعي، وزارة العمل والشؤون الاجتماعية (2014-2016م).
- عضو مجلس إدارة، الشركة السعودية للاستثمار الزراعي والإنتاج الحيواني (سالك) (شركة حكومية) (2013-2016م).
- عضو مجلس إدارة، نادي الحاسب الآلي، وزارة التربية والتعليم (2011-2014م).
- عضو مجلـس إدارة، الشركة العربية للكوابل البحرية المحدودة (2012م - 2013م).
- عضو مجلس إدارة، شركة عقالات (2012م - 2013م).
- عضو لجنة دراسة تحديث أنظمة العمل لتتناسب مع مفهوم العمل عن بعد، اللجنة الوزارية للتنظيم الإداري (1432-1433هـ).
- عضو لجنة دراسة حوافز العاملين في مجال تقنية المعلومات (1432-1433هـ).
- عضو اللجنة الإشرافية على جائزة متاح، مدينة الملك عبدالعزيز للعلوم والتقنية  (1432-1433هـ).
- عضو لجنة لدراسة وضع حوافز للعاملين في مجلس الشورى لتعزيز استخدام تقنية المعلومات بالمجلس  (1430هـ).
- عضو اللجنة الاستشارية الفنية، الإستراتيجية الوطنية للشباب (1429-1433هـ).
- عضو اللجنة الإشرافية العليا، مبادرة الملك عبد الله لإثراء المحتوى العربي (1429-1433هـ).
- عضو فريق عمل، تقنين المحتوى الأخلاقي لتقنية المعلومات في المملكة (1428-1429هـ).
- رئيس لجنة العضوية والقبول، جمعية الحاسبات السعودية، جامعة الملك سعود (1422-1425هـ).

- الاستشارات (سابقاً):

- رئيس الفريق الاستشاري، إدارة الحاسب الآلي، وزارة الصحة (1424-1425هـ).
- مستشار غير متفرغ، مشروع الخطة الوطنية لتقنية المعلومات، جامعة الملك سعود (1423-1424هـ)
- عضو الفريق الأستشاري، وزارة العمل والشئون الاجتماعية (1422-1423هـ).
- مستشار غير متفرغ، إدارة تقنية المعلومات، مستشفى دلة (1420-1425هـ).

- التدريس (سابقاً):

- عضو هيئة تدريس، قسم علوم الحاسب الآلي، كلية الملك فهد الأمنية.
- عضو هيئة تدريس متعاون، كلية علوم الحاسب، جامعة الملك سعود.
- عضو هيئة تدريس متعاون، كلية علوم الحاسب، جامعة الأمير سلطان الأهلية.
- عضو هيئة تدريس متعاون، الكلية التقنية بالرياض، المؤسسة العامة للتدريب التقني والمهني.

- اللجان الأخرى:
- رئاسة وعضوية العديد من اللجان المتنوعة (إشراف على إستراتيجية، إشراف على تنفيذ مشروع، التعاملات الإلكترونية، فحص العروض، تحليل عروض، التوظيف، التدريب، إعداد لوائح، لجان في هيئة الخبراء... إلخ) وذلك في الجهات التي عمل فيها.
- رئيس فريق عمل "أحكام في المعلوماتية"، مشروع الخطة الوطنية لتقنية المعلومات، جمعية الحاسبات السعودية، جامعة الملك سعود (1423هـ).

## الإنتاج العلمي والجوائز
- تأليف كتاب أساسيات أمن المعلومات (مشترك).
- تأليف كتاب سياسات أمن المعلومات.
- نشر عدد من الأبحاث العلمية.
- الإشراف والمشاركة في تنظيم العديد من الندوات والملتقيات وورش العمل.
- المشاركة في العديد من المؤتمرات والندوات والملتقيات وورش العمل العلمية.
- تقديم العديد من المحاضرات في الجهات الحكومية والعلمية والتجارية.
- المشاركة وتمثيل المملكة في العديد من المؤتمرات والاجتماعات الإقليمية والدولية.
- الحصول على جائزة الأمير بندر بن سلطان للتفوق العلمي، 1995م.
- الحصول على العديد من شهادات الشكر والتقدير من مسؤولي الجهات التي عمل فيها، إضافة إلى الجهات التي تم التعامل معها والتعاون معها والمشاركة في أنشطتها.

## البحوث والكتب والمشاركة في المؤتمرات
إعداد ونشر مجموعة من البحوث العلمية، وتأليف كتابين هما اساسيات امن المعلومات وكتاب سياسات امن المعلومات وكتابة عامود أسبوعي في عدد من الصحف المحلية بالإضافة إلى المشاركة في العديد من المؤتمرات والندوات والملتقيات والمنتديات وورش العمل.